# Championnats d'Europe d'athlétisme par équipes 2015
Navigation
Les 6es Championnats d'Europe d'athlétisme par équipes se sont déroulés pour la Super Ligue à Tcheboksary (Russie), dans l'enceinte du Stade central olympique les 20 et 21 juin 2015.  La 3e Ligue constitue la participation de l'athlétisme aux premiers Jeux européens à Bakou et se déroule avec un jour de décalage.

## Super Ligue
Les championnats se déroulent pour la 3e fois en Russie et pour la première fois en Tchouvachie. Tcheboksary était la seule ville candidate et a été sélectionnée en décembre 2012 par le conseil de l'EAA, en même temps que la ville de l'édition précédente, Brunswick. Les lancers longs qui devaient se dérouler dans le stade Spartak sont finalement organisés au sein du Stade central. La piste et les équipements sont fournis par Mondo avec une piscine externe à la piste pour le steeple.

### Pays participants
| - Biélorussie - Finlande - France - Allemagne - Royaume-Uni - Italie | - Norvège - Pologne - Russie - Espagne - Suède - Ukraine |

La Biélorussie, la Finlande et la Norvège ont été promues de Première Ligue en 2014.

### Tableau synthétique des résultats
| Épreuve | Épreuve | BLR | FIN   | FRA   | GER   | GBR | ITA | NOR | POL | RUS   | ESP   | SWE | UKR   |
| --- | ------- | --- | ----- | ----- | ----- | --- | --- | --- | --- | ----- | ----- | --- | ----- |
| 100 m | H       | 2   | 3     | 12    | 10    | 11  | 9   | 4   | 5   | 7     | 1     | 6   | 8     |
| 100 m | F       | 5   | 1     | 3     | 9     | 12  | 7   | 6   | 10  | 8     | 4     | 2   | 11    |
| 200 m | H       | 3   | 4     | 6     | 5     | 11  | 10  | 2   | 8   | 1     | 7     | 9   | 12    |
| 200 m | F       | 1   | 2     | 6     | 8     | 11  | 9   | 4   | 7   | 10    | 3     | 5   | 12    |
| 400 m | H       | 10  | 1     | 11    | 7     | 12  | 4   | 6   | 3   | 9     | 5     | 2   | 8     |
| 400 m | F       | 4   | 1     | 12    | 8     | 9   | 10  | 2   | 7   | 11    | 5     | 3   | 6     |
| 800 m | H       | 1   | 2     | 11    | 6     | 4   | 12  | 3   | 10  | 9     | 5     | 7   | 8     |
| 800 m | F       | 9   | 1     | 12    | 7     | 5   | 2   | 4   | 11  | 8     | 6     | 3   | 10    |
| 1 500 m | H       | 2   | 1     | 5     | 9     | 10  | 4   | 6   | 11  | 12    | 7     | 3   | 8     |
| 1 500 m | F       | 2   | 1     | 4     | 7     | 10  | 6   | 11  | 9   | 12    | 3     | 5   | 8     |
| 3 000 m | H       | 5   | 2     | 7     | 12    | 10  | 4   | 3   | 8   | 9     | 11    | 1   | 6     |
| 3 000 m | F       | 9   | 2     | 7     | 11    | 5   | 8   | 1   | 12  | 10    | 6     | 4   | 3     |
| 5 000 m | H       | 1   | 2     | 12    | 3     | 10  | 8   | 4   | 5   | 9     | 11    | 7   | 6     |
| 5 000 m | F       | 11  | 3     | 10    | 4     | 5   | 7   | 1   | 12  | 9     | 6     | 2   | 8     |
| 3 000 m steeple | H       | 2   | 8     | 4     | 9     | 3   | 10  | 1   | 12  | 11    | 7     | 5   | 6     |
| 3 000 m steeple | F       | 4   | 8     | 10    | 12    | 11  | 3   | 1   | 7   | 2     | 9     | 6   | 5     |
| 110/100 m haies | H       | 5   | 4     | 11    | 9     | 10  | 8   | 1   | 7   | 12    | 6     | 2   | 3     |
| 110/100 m haies | F       | 12  | 1     | 8     | 10    | 5   | 3   | 4   | 9   | 11    | 6     | 2   | 7     |
| 400 m haies | H       | 3   | 9     | 5     | 6     | 8   | 10  | 2   | 11  | 12    | 7     | 1   | 4     |
| 400 m haies | F       | 7   | 3     | 5     | 4     | 12  | 10  | 1   | 6   | 9     | 2     | 8   | 11    |
| 4 x 100 m | H       | 2   | 3     | 11    | 9     | 12  | 10  | 0   | 5   | 6     | 4     | 7   | 8     |
| 4 x 100 m | F       | 3   | 1     | 7     | 10    | 2   | 8   | 6   | 9   | 11    | 4     | 5   | 12    |
| 4 x 400 m | H       | 3   | 1     | 12    | 8     | 11  | 5   | 2   | 10  | 9     | 6     | 4   | 7     |
| 4 x 400 m | F       | 5   | 1     | 11    | 8     | 7   | 9   | 2   | 6   | 12    | 4     | 3   | 10    |
| Saut en hauteur | H       | 9   | 2     | 8     | 10    | 6.5 | 11  | 1   | 3   | 12    | 5     | 4   | 6.5   |
| Saut en hauteur | F       | 4   | 2,5   | 1     | 6,5   | 6,5 | 5   | 2,5 | 10  | 12    | 11    | 9   | 8     |
| Saut à la perche | H       | 5   | 1     | 12    | 11    | 4   | 9   | 7,5 | 10  | 7,5   | 3     | 2   | 6     |
| Saut à la perche | F       | 4   | 9     | 7.5   | 12    | 6   | 0   | 5   | 2   | 11    | 7.5   | 10  | 3     |
| Saut en longueur | H       | 2   | 6     | 11    | 10    | 5   | 3   | 1   | 4   | 12    | 7     | 9   | 8     |
| Saut en longueur | F       | 11  | 1     | 8     | 10    | 7   | 5   | 3   | 2   | 12    | 4     | 9   | 6     |
| Triple saut | H       | 9   | 10    | 6     | 7     | 2   | 12  | 1   | 4   | 11    | 8     | 3   | 5     |
| Triple saut | F       | 3   | 6     | 7     | 11    | 9   | 10  | 1   | 4   | 12    | 8     | 2   | 5     |
| Lancer du poids | H       | 10  | 6     | 9     | 12    | 2   | 5   | 1   | 11  | 8     | 7     | 4   | 3     |
| Lancer du poids | F       | 10  | 1     | 6     | 12    | 3   | 9   | 2   | 8   | 11    | 4     | 7   | 5     |
| Lancer du disque | H       | 4   | 2     | 8     | 11    | 5   | 9   | 6   | 12  | 7     | 10    | 0   | 3     |
| Lancer du disque | F       | 1   | 10    | 12    | 8     | 3   | 4   | 2   | 11  | 6     | 7     | 5   | 9     |
| Lancer du marteau | H       | 7   | 3     | 6     | 1     | 11  | 8   | 5   | 12  | 9     | 4     | 2   | 10    |
| Lancer du marteau | F       | 9   | 3     | 10    | 11    | 8   | 4   | 1   | 12  | 7     | 2     | 5   | 6     |
| Lancer du javelot | H       | 7   | 12    | 3     | 11    | 2   | 9   | 4   | 8   | 10    | 1     | 6   | 5     |
| Lancer du javelot | F       | 11  | 10    | 3     | 12    | 5   | 9   | 1   | 4   | 2     | 7     | 8   | 6     |
| Pays | Pays    | BLR | FIN   | FRA   | GER   | GBR | ITA | NOR | POL | RUS   | ESP   | SWE | UKR   |
| Total | Total   | 217 | 149,5 | 319,5 | 346,5 | 291 | 288 | 121 | 317 | 368,5 | 230,5 | 187 | 281,5 |
| 1er : 12 pts ; 2e : 11 pts ; 3e : 10 pts ; 4e : 9 pts ; 5e : 8 pts ; 6e : 7 pts ; 7e : 6 pts ; 8e : 5 pts ; 9e : 4 pts ; 10e : 3 pts ; 11e : 2 pts ; 12e : 1 pt. Aucun point n'est attribué en cas de disqualification, d'abandon, et lorsqu'un athlète ne réalise pas de marque mesurée lors d'un concours En cas d'égalité, les athlètes se partagent le même nombre de points (ex : 5,5 pts pour les athlètes ex aequo à la 7e place). |         |     |       |       |       |     |     |     |     |       |       |     |       |

### Podiums

#### Hommes
| Épreuves | 1er                                                                                | 2e                                                                                            | 3e                                                                               |
| --- | ---------------------------------------------------------------------------------- | --------------------------------------------------------------------------------------------- | -------------------------------------------------------------------------------- |
| 100 m (-1,7 m/s) | Christophe Lemaitre 10 s 26                                                        | Richard Kilty 10 s 35                                                                         | Sven Knipphals 10 s 50                                                           |
| 200 m | Serhiy Smelyk 20 s 45 SB (-0,9)                                                    | Danny Talbot 20 s 62 SB (-0,2)                                                                | Enrico Demonte 20 s 67 SB (-0,9)                                                 |
| 400 m | Jarryd Dunn 45 s 09 PB                                                             | Mame-Ibra Anne 45 s 26                                                                        | Aliaksandr Linnik 45 s 43 NR                                                     |
| 800 m | Giordano Benedetti 1 min 45 s 11 CR                                                | Pierre-Ambroise Bosse 1 min 45 s 14                                                           | Adam Kszczot 1 min 45 s 84                                                       |
| 1 500 m | Valentin Smirnov 3 min 52 s 03                                                     | Marcin Lewandowski 3 min 52 s 06                                                              | Oli Aitchison 3 min 52 s 33                                                      |
| 3 000 m | Richard Ringer 8 min 34 s 35                                                       | Roberto Aláiz 8 min 35 s 07                                                                   | Andrew Butchart 8 min 35 s 75                                                    |
| 5 000 m | Morhad Amdouni 14 min 4 s 63                                                       | Jesús España 14 min 5 s 09                                                                    | Andy Vernon 14 min 5 s 85                                                        |
| 110 m haies | Sergueï Choubenkov 13 s 22 SB (-2,6 m/s)                                           | Pascal Martinot-Lagarde 13 s 42                                                               | Lawrence Clarke 13 s 64                                                          |
| 400 m haies | Denis Kudryavtsev 48 s 67 CR                                                       | Patryk Dobek 49 s 04 PB                                                                       | Leonardo Capotosti 49 s 93 PB                                                    |
| 3 000 m steeple | Krystian Zalewski 8 min 37 s 51                                                    | Nikolay Chavkin 8 min 39 s 39                                                                 | Yuri Floriani 8 min 40 s 47                                                      |
| 4 × 100 m | Royaume-Uni Richard Kilty Danny Talbot James Ellington Andrew Robertson 38 s 21 CR | France Pierre Vincent Christophe Lemaitre Pierre-Alexis Pessonneaux Emmanuel Biron 38 s 34 SB | Italie Massimiliano Ferraro Enrico Demonte Davide Manenti Delmas Obou 38 s 71 SB |
| 4 × 400 m | France Mame-Ibra Anne Mamoudou Hanne Teddy Venel Thomas Jordier 3 min 0 s 47 CR    | Royaume-Uni Rabah Yousif Conrad Williams Delano Williams Richard Buck 3 min 0 s 54            | Pologne Lukasz Krawczuk Michał Pietrzak Rafał Omelko Patryk Dobek 3 min 1 s 24   |
| Saut en hauteur | Daniil Tsyplakov 2,33 m =PB                                                        | Marco Fassinotti 2,28 m                                                                       | Mateusz Przybylko 2,25 m                                                         |
| Saut à la perche | Renaud Lavillenie 5,85 m                                                           | Raphael Holzdeppe 5,85 m SB                                                                   | Piotr Lisek 5,80 m SB                                                            |
| Saut en longueur | Aleksandr Menkov 8,26 m (+ 2,0 m/s)                                                | Kafétien Gomis 8,26 m PB                                                                      | Alyn Camara 8,11 m (v. f.)                                                       |
| Triple saut | Fabrizio Donato 17,11 m (+ 3,3 m/s)                                                | Aleksey Fyodorov 16,92 m (1,6)                                                                | Simo Lipsanen 16,62 m (2,3)                                                      |
| Lancer du poids | David Storl 21,20 m                                                                | Tomasz Majewski 20,23 =SB                                                                     | Pavel Lyzhyn 20,15 m                                                             |
| Lancer du disque | Robert Urbanek 63,03 m                                                             | Martin Wierig 60,23 m                                                                         | Frank Casañas 60,01 m SB                                                         |
| Lancer du marteau | Paweł Fajdek 81,64 CR                                                              | Nick Miller 75,91 m                                                                           | Yevhen Vynohradov 75,91 m =SB                                                    |
| Lancer du javelot | Tero Pitkämäki 84,44 m                                                             | Johannes Vetter 78,97 m                                                                       | Valeriy Iordan 78,32 m                                                           |
| Records et Performances - AR : Record continental (area record) - CR : Record des championnats (championship record) - MR : Record du meeting (meet record) - NR : Record national (national record) - OR : Record olympique (olympic record) - PR : Record paralympique (paralympic record) - PB : Record personnel (personal best) - SB : Meilleure performance personnelle de la saison (season's best) - WL : Meilleure performance mondiale de l'année (world leader) - WJR : Record du monde junior (world junior record) - WR : Record du monde (world record) Circonstances et Conditions - DNF : N'a pas terminé (did not finish) - DNS : N'a pas pris le départ (did not start) - DQ : Disqualification (disqualification) - NM : Aucun essai valable enregistré (No Mark) - Q : Qualifié « directement » au prochain tour (ou à la prochaine compétition), lors d'une compétition majeure, grâce au classement ou à la réalisation des minima (automatic qualifier) - q : Qualifié au prochain tour (ou à la prochaine compétition), lors d'une compétition majeure, grâce au repêchage ou à la réalisation de l'une des meilleures performances parmi celles des « non qualifiés directement » (grâce au meilleur temps ou à la meilleure distance par exemple) (secondary qualifier) |                                                                                    |                                                                                               |                                                                                  |

#### Femmes
| Épreuves | 1re                                                                                          | 2e                                                                                        | 3e                                                                               |
| --- | -------------------------------------------------------------------------------------------- | ----------------------------------------------------------------------------------------- | -------------------------------------------------------------------------------- |
| 100 m | Asha Philip 11 s 27                                                                          | Nataliya Pohrebnyak 11 s 29                                                               | Ewa Swoboda 11 s 48                                                              |
| 200 m | Nataliya Pohrebnyak 22 s 76 PB                                                               | Bianca Williams 23 s 16                                                                   | Yekaterina Smirnova 23 s 29                                                      |
| 400 m | Floria Gueï 51 s 55                                                                          | Mariya Mikhailyuk 51 s 59                                                                 | Libania Grenot 51 s 82                                                           |
| 800 m | Rénelle Lamote 2 min 0 s 18                                                                  | Joanna Jóźwik 2 min 0 s 30 SB                                                             | Anastasiya Tkachuk 2 min 0 s 72 SB                                               |
| 1 500 m | Anna Shchagina 4 min 15 s 22                                                                 | Karoline Bjerkeli Grøvdal 4 min 16 s 22                                                   | Rhianwedd Price 4 min 16 s 59                                                    |
| 3 000 m | Sofia Ennaoui 9 min 20 s 39                                                                  | Maren Kock 9 min 20 s 82                                                                  | Yelena Korobkina 9 min 20 s 93                                                   |
| 5 000 m | Renata Pliś 15 min 49 s 29                                                                   | Volha Mazuronak 15 min 51 s 89 SB                                                         | Clémence Calvin 15 min 53 s 28                                                   |
| 100 m haies | Alina Talay 12 s 80                                                                          | Nina Morozova 12 s 85                                                                     | Cindy Roleder 12 s 92                                                            |
| 400 m haies | Eilidh Child 54 s 47 EL                                                                      | Anna Titimets 54 s 75                                                                     | Yadisleidy Pedroso 55 s 18 SB                                                    |
| 3 000 m steeple | Gesa Felicitas Krause 9 min 46 s 49                                                          | Lennie Waite 9 min 59 s 75                                                                | Emma Oudiou 10 min 1 s 02                                                        |
| 4 × 100 m | Ukraine Nataliya Strohova Nataliya Pohrebnyak Viktoriya Kashcheyeva Hrystyna Stuy 42 s 50 CR | Russie Marina Panteleyeva Kseniya Ryzhova Yelizaveta Demirova Yekaterina Smirnova 42 s 99 | Allemagne Yasmin Kwadwo Tatjana Pinto Rebekka Haase Alexandra Burghardt 43 s 21  |
| 4 × 400 m | Russie Alena Mamina Kseniya Zadorina Kseniya Ryzhova Mariya Mikhailyuk 3 min 24 s 98 EL      | France Elea-Mariama Diarra Agnès Raharolahy Déborah Sananes Floria Gueï 3 min 28 s 84     | Ukraine Viktoriya Tkachuk Alina Lohvynenko Olha Bibik Olha Zemlyak 3 min 29 s 79 |
| Saut en hauteur | Mariya Kuchina 1,99 m SB                                                                     | Ruth Beitia 1,97 m                                                                        | Kamila Lićwinko 1,97 m =SB                                                       |
| Saut à la perche | Silke Spiegelburg 4,75 m CR                                                                  | Anzhelika Sidorova 4,70 m PB                                                              | Angelica Bengtsson 4,60 m NR                                                     |
| Saut en longueur | Darya Klishina 6,95 m CR,SB                                                                  | Volha Sudarava 6,86 m PB                                                                  | Sosthene Moguenara 6,79 m                                                        |
| Triple saut | Yekaterina Koneva 14,98 m                                                                    | Kristin Gierisch 14,46 m                                                                  | Simona La Mantia 14,22 m SB                                                      |
| Lancer du poids | Christina Schwanitz 19,82 m CR                                                               | Irina Tarasova 18,51 m                                                                    | Aliona Dubitskaya 18,38 m                                                        |
| Lancer du disque | Mélina Robert-Michon 62,24 m                                                                 | Żaneta Glanc 58,92 m                                                                      | Sanna Kämäräinen 58,53 m                                                         |
| Lancer du marteau | Anita Włodarczyk 78,28 m CR                                                                  | Betty Heidler 75,73 m SB                                                                  | Alexandra Tavernier 74,05 m PB                                                   |
| Lancer du javelot | Christina Obergföll 61,69 m                                                                  | Tatsiana Khaladovich 61,08 m                                                              | Jenni Kangas 55,33 m                                                             |
| Records et Performances - AR : Record continental (area record) - CR : Record des championnats (championship record) - MR : Record du meeting (meet record) - NR : Record national (national record) - OR : Record olympique (olympic record) - PR : Record paralympique (paralympic record) - PB : Record personnel (personal best) - SB : Meilleure performance personnelle de la saison (season's best) - WL : Meilleure performance mondiale de l'année (world leader) - WJR : Record du monde junior (world junior record) - WR : Record du monde (world record) Circonstances et Conditions - DNF : N'a pas terminé (did not finish) - DNS : N'a pas pris le départ (did not start) - DQ : Disqualification (disqualification) - NM : Aucun essai valable enregistré (No Mark) - Q : Qualifié « directement » au prochain tour (ou à la prochaine compétition), lors d'une compétition majeure, grâce au classement ou à la réalisation des minima (automatic qualifier) - q : Qualifié au prochain tour (ou à la prochaine compétition), lors d'une compétition majeure, grâce au repêchage ou à la réalisation de l'une des meilleures performances parmi celles des « non qualifiés directement » (grâce au meilleur temps ou à la meilleure distance par exemple) (secondary qualifier) |                                                                                              |                                                                                           |                                                                                  |

### Classement général
Classement final sur 40 épreuves.
|  | Vainqueur de la compétition |  | Relégation en division inférieure |

| Place | Pays        | Total |
| ----- | ----------- | ----- |
| 1     | Russie      | 368,5 |
| 2     | Allemagne   | 346,5 |
| 3     | France      | 319,5 |
| 4     | Pologne     | 317   |
| 5     | Royaume-Uni | 291   |
| 6     | Italie      | 288   |
| 7     | Ukraine     | 281,5 |
| 8     | Espagne     | 230,5 |
| 9     | Biélorussie | 217   |
| 10    | Suède       | 187   |
| 11    | Finlande    | 149,5 |
| 12    | Norvège     | 121   |

## Première Ligue
La compétition se déroule à Héraklion au stade Pankritio.

### Pays participants
| - Belgique - Tchéquie - Estonie - Grèce - Irlande - Lettonie | - Lituanie - Pays-Bas - Portugal - Roumanie - Suisse - Turquie |

La République tchèque, les Pays-Bas et la  Turquie ont été reléguées de la Super Ligue 2014.
La Lettonie et la Suisse ont été promues de Seconde Ligue.

### Résultats
Classement après 40 épreuves :
1. Tchéquie 351 points, promue en Super Ligue,
2. Grèce 327 pts, promue
3. Pays-Bas 299,5 pts, promus
4. Belgique 276,5 pts
5. Portugal 270,5 pts
6. Irlande 261,5 pts
7. Turquie 259,5 pts
8. Suisse 239 pts
9. Roumanie 227 pts
10. Estonie 215,5 pts
11. Lituanie 214,5 pts, reléguée,
12. Lettonie 169,5 pts, reléguée.

### Hommes
| Épreuves | 1er                                                                       | 2e                                                                                      | 3e                                                                                        |
| --- | ------------------------------------------------------------------------- | --------------------------------------------------------------------------------------- | ----------------------------------------------------------------------------------------- |
| 100 m | Likoúrgos-Stéfanos Tsákonas 10 s 32                                       | Yazaldes Nascimento 10 s 38                                                             | Churandy Martina 10 s 41                                                                  |
| 200 m | Likoúrgos-Stéfanos Tsákonas 20 s 44                                       | Ramil Guliyev 20 s 67                                                                   | Terrence Agard 20 s 79                                                                    |
| 400 m | Pavel Maslák 45 s 57                                                      | Liemarvin Bonevacia 45 s 94                                                             | Marek Niit 46 s 11                                                                        |
| 800 m | İlham Tanui Özbilen 1 min 47 s 97                                         | Mark English 1 min 48 s 28                                                              | Thijmen Kupers 1 min 48 s 90                                                              |
| 1 500 m | İlham Tanui Özbilen 3 min 38 s 03                                         | Jakub Holuša 3 min 41 s 39                                                              | Pieter-Jan Hannes 3 min 41 s 54                                                           |
| 3 000 m | Halil Akkaş 8 min 12 s 00 SB                                              | Dennis Licht 8 min 12 s 28                                                              | John Travers 8 min 12 s 76                                                                |
| 5000 m | Bashir Abdi 15 min 17 s 47                                                | Tiidrek Nurme 15 min 19 s 73                                                            | Nicolae Soare 15 min 20 s 24                                                              |
| 3 000 m steeple | Tarık Langat Akdağ 8 min 44 s 53                                          | Kaur Kivistik 8 min 46 s 81                                                             | Andrei Ștefana 8 min 47 s 73 PB                                                           |
| 110 m haies | Konstadínos Douvalídis 13 s 58                                            | Ben Reynolds 13 s 73 SB                                                                 | Petr Svoboda 13 s 74                                                                      |
| 400 m haies | Rasmus Mägi 49 s 59                                                       | Thomas Barr 49 s 66                                                                     | Kariem Hussein 49 s 96                                                                    |
| 4 x 100 m | Solomon Bockarie Churandy Martina Hensley Paulina Wouter Brus 39 s 23     | Tobias Furer Rolf Malcolm Fongué Bastien Mouthin Pascal Mancini 40 s 00                 | Panayiótis Andreádis Víktor Kremmídas Ioánnis Nifadópoulos Konstadínos Douvalídis 40 s 06 |
| 4 x 400 m | Tchéquie Jan Tesař Michal Desenský Roman Flaška Pavel Maslák 3 min 4 s 52 | Pays-Bas Bjorn Blauwhof Liemarvin Bonevacia Tony van Diepen Terrence Agard 3 min 4 s 91 | Irlande Brian Gregan Thomas Barr Craig Lynch Mark English 3 min 5 s 07                    |
| Saut en hauteur | Jaroslav Bába 2,30 m                                                      | Konstadínos Baniótis 2,28 m                                                             | Mihai Donisan 2,24 m                                                                      |
| Saut à la perche | Konstadínos Filippídis 5,80 m SB                                          | Jan Kudlička 5,75 m SB                                                                  | Arnaud Art 5,65 m PB                                                                      |
| Saut en longueur | Loúis Tsátoumas 7,77 m                                                    | Radek Juška 7,73 m                                                                      | Bruno Costa 7,62 m PB                                                                     |
| Triple saut | Nelson Évora 16,34 m (- 0,6 m/s)                                          | Dimítrios Tsiámis 16,14 m (+ 0,6 m/s)                                                   | Musa Tüzen 15,94 m (- 0,7 m/s)                                                            |
| Lancer du poids | Tomáš Staněk 19,67 m                                                      | Andrei Gag 19,43 m                                                                      | Tsanko Arnaudov 19,30 m                                                                   |
| Lancer du disque | Philip Milanov 62,02 m                                                    | Andrius Gudžius 60,98 m                                                                 | Erik Cadée 60,88 m                                                                        |
| Lancer du marteau | Lukáš Melich 74,84 m                                                      | Mihaíl Anastasákis 72,55 PB                                                             | Igors Sokolovs 69,94                                                                      |
| Lancer du javelot | Tanel Laanmäe 82,67 m PB                                                  | Petr Frydrych 78,93 m                                                                   | Rolands Štrobinders 77,07 m                                                               |
| Records et Performances - AR : Record continental (area record) - CR : Record des championnats (championship record) - MR : Record du meeting (meet record) - NR : Record national (national record) - OR : Record olympique (olympic record) - PR : Record paralympique (paralympic record) - PB : Record personnel (personal best) - SB : Meilleure performance personnelle de la saison (season's best) - WL : Meilleure performance mondiale de l'année (world leader) - WJR : Record du monde junior (world junior record) - WR : Record du monde (world record) Circonstances et Conditions - DNF : N'a pas terminé (did not finish) - DNS : N'a pas pris le départ (did not start) - DQ : Disqualification (disqualification) - NM : Aucun essai valable enregistré (No Mark) - Q : Qualifié « directement » au prochain tour (ou à la prochaine compétition), lors d'une compétition majeure, grâce au classement ou à la réalisation des minima (automatic qualifier) - q : Qualifié au prochain tour (ou à la prochaine compétition), lors d'une compétition majeure, grâce au repêchage ou à la réalisation de l'une des meilleures performances parmi celles des « non qualifiés directement » (grâce au meilleur temps ou à la meilleure distance par exemple) (secondary qualifier) |                                                                           |                                                                                         |                                                                                           |

### Femmes
| Épreuves | 1re                                                                               | 2e                                                                               | 3e                                                                                          |
| --- | --------------------------------------------------------------------------------- | -------------------------------------------------------------------------------- | ------------------------------------------------------------------------------------------- |
| 100 m | Dafne Schippers 11 s 12 (-0,3 m/s)                                                | Lina Grinčikaitė-Samuolė 11 s 56                                                 | Amy Foster 11 s 60                                                                          |
| 200 m | Dafne Schippers 22 s 45 (-0,4 m/s)                                                | María Belibasáki 23 s 44                                                         | Lina Grinčikaitė-Samuolė 23 s 68 SB                                                         |
| 400 m | Nicky van Leuveren 52 s 04 PB                                                     | Bianca Răzor 52 s 04 SB                                                          | Denisa Rosolová 52 s 30                                                                     |
| 800 m | Selina Büchel 2 min 0 s 56                                                        | Lenka Masná 2 min 1 s 93 SB                                                      | Renée Eykens 2 min 2 s 80 NJR PB                                                            |
| 1 500 m | Claudia Bobocea 4 min 14 s 58 PB                                                  | Natalija Piliušina 4 min 15 s 01 =SB                                             | Kerry O'Flaherty 4 min 15 s 79                                                              |
| 3 000 m | Sara Moreira 9 min 1 s 67 SB                                                      | Louise Carton 9 min 7 s 61 PB                                                    | Sara Treacy 9 min 10 s 18                                                                   |
| 5 000 m | Jip Vastenburg 15 min 36 s 32 SB                                                  | Kristiina Mäki 15 min 49 s 47 SB                                                 | Dulce Félix 15 min 51 s 96 SB                                                               |
| 100 m haies | Anne Zagré 13 s 03 (-0,8 m/s) SB                                                  | Noemi Zbären 13 s 09                                                             | Nadine Visser 13 s 16                                                                       |
| 400 m haies | Zuzana Hejnová 55 s 11                                                            | Axelle Dauwens 56 s 44                                                           | Robine Schürmann 57 s 29                                                                    |
| 3 000 m steeple | Özlem Kaya 9 min 43 s 07                                                          | Fabienne Schlumpf 9 min 50 s 32                                                  | Michele Finn 9 min 52 s 67                                                                  |
| 4 × 100 m | Pays-Bas Nadine Visser Dafne Schippers Naomi Sedney Jamile Samuel 42 s 88         | Grèce María Gátou Yeoryía Koklóni Andriána Férra María Belibasáki 43 s 80        | Suisse Marisa Lavanchy Lea Sprunger Joëlle Golay Sarah Atcho 44 s 07                        |
| 4 × 400 m | Tchéquie Denisa Rosolová Lenka Masná Zdeňka Seidlová Zuzana Hejnová 3 min 32 s 37 | Suisse Petra Fontanive Lea Sprunger Robine Schürmann Selina Büchel 3 min 33 s 18 | Pays-Bas Laura de Witte Lisanne de Witte Tessa van Schagen Nicky van Leuveren 3 min 33 s 30 |
| Saut en hauteur | Oldřiška Marešová 1,88 m                                                          | Burcu Yüksel 1,88 m SB                                                           | Tatiána Goúsin 1,85 m SB                                                                    |
| Saut à la perche | Nikoléta Kiriakopoúlou 4,65 m                                                     | Femke Pluim 4,45 m                                                               | Jiřina Ptáčníková 4,45 m                                                                    |
| Saut en longueur | Karin Melis Mey 6,53 m (-1,1)                                                     | Cháido Alexoúli 6,43 m (-0,4)                                                    | Ksenija Balta 6,40 m (0,3)                                                                  |
| Triple saut | Paraskeví Papahrístou 13,99 m (+0,1) =SB                                          | Susana Costa 13,78 m 0,0                                                         | Cristina Bujin 13,59 m (-1,1)                                                               |
| Lancer du poids | Emel Dereli 17,47 m                                                               | Melissa Boekelman 17,00 m                                                        | Jolien Boumkwo 16,02 m                                                                      |
| Lancer du disque | Zinaida Sendriūtė 60,51 m                                                         | Irina Rodrigues 60,48 m                                                          | Hrisoúla Anagnostopoúlou 58,24 m                                                            |
| Lancer du marteau | Tereza Králová 64,52 m                                                            | Bianca Lazăr 64,48 m PB                                                          | Iliána Korosídou 62,37 m                                                                    |
| Lancer du javelot | Barbora Špotáková 62,56 m                                                         | Madara Palameika 58,86 m                                                         | Sofía Ifadídou 55,58 m                                                                      |
| Records et Performances - AR : Record continental (area record) - CR : Record des championnats (championship record) - MR : Record du meeting (meet record) - NR : Record national (national record) - OR : Record olympique (olympic record) - PR : Record paralympique (paralympic record) - PB : Record personnel (personal best) - SB : Meilleure performance personnelle de la saison (season's best) - WL : Meilleure performance mondiale de l'année (world leader) - WJR : Record du monde junior (world junior record) - WR : Record du monde (world record) Circonstances et Conditions - DNF : N'a pas terminé (did not finish) - DNS : N'a pas pris le départ (did not start) - DQ : Disqualification (disqualification) - NM : Aucun essai valable enregistré (No Mark) - Q : Qualifié « directement » au prochain tour (ou à la prochaine compétition), lors d'une compétition majeure, grâce au classement ou à la réalisation des minima (automatic qualifier) - q : Qualifié au prochain tour (ou à la prochaine compétition), lors d'une compétition majeure, grâce au repêchage ou à la réalisation de l'une des meilleures performances parmi celles des « non qualifiés directement » (grâce au meilleur temps ou à la meilleure distance par exemple) (secondary qualifier) |                                                                                   |                                                                                  |                                                                                             |

## Seconde Ligue
La compétition se déroule au stade Beroe, à Stara Zagora en Bulgarie.

### Pays participants
| - Bulgarie - Croatie - Chypre - Danemark | - Hongrie - Islande - Serbie - Slovénie |

La Hongrie et la Slovénie ont été reléguées de Première Ligue 2014.
Chypre et l'Islande ont été promues.
En raison de la décision du Conseil de l'EAA, la prochaine édition de la Seconde Ligue comprendra 12 équipes à partir de 2017 : en conséquence de quoi, il n'y aura pas d'équipe reléguée en Troisième ligue cette année.

### Résultats
1. Danemark 224 points, promu en première ligue en 2017.
2. Bulgarie 218 points, promue
3. Hongrie 202,5 pts
4. Serbie 179,5 pts
5. Croatie 167 pts
6. Islande 156,5 pts
7. Chypre 151 pts
8. Slovénie 127,5 pts

Aucune équipe reléguée en 2015.

### Hommes
| Épreuves | 1er                                                                                           | 2e                                                                                          | 3e                                                                          |
| --- | --------------------------------------------------------------------------------------------- | ------------------------------------------------------------------------------------------- | --------------------------------------------------------------------------- |
| 100 m | Denis Dimitrov 10 s 34                                                                        | Dávid Ónodi 10 s 59                                                                         | Zvonimir Ivašković 10 s 70                                                  |
| 200 m | Denis Dimitrov 21 s 38                                                                        | Dávid Ónodi 21 s 39                                                                         | Kolbeinn Höður Gunnarsson 21 s 63                                           |
| 400 m | Nick Ekelund-Arenander 46 s 32                                                                | Krasimir Braikov 46 s 90                                                                    | Kolbeinn Höður Gunnarsson 47 s 52                                           |
| 800 m | Andreas Bube 1 min 50 s 38                                                                    | Rudolf Kralj 1 min 50 s 97                                                                  | Christos Demetriou 1 min 51 s 07                                            |
| 1500 m | Mitko Tsenov 3 min 46 s 31                                                                    | Andreas Bueno 3 min 46 s 35                                                                 | Tamás Kazi 3 min 46 s 46                                                    |
| 3 000 m | Mads Tærsbøl 8 min 29 s 09                                                                    | Goran Nava 8 min 29 s 66                                                                    | Dino Bošnjak 8 min 30 s 86                                                  |
| 5 000 m | Thijs Nijhuis 14 min 28 s 66                                                                  | Hlynur Andrésson 14 min 46 s 79                                                             | Goran Grdenić 14 min 54 s 31                                                |
| 3 000 m steeple | Mitko Tsenov 9 min 7 s 37                                                                     | Áron Dani 9 min 12 s 43                                                                     | Kasper Skov 9 min 23 s 07                                                   |
| 110 m haies | Andreas Martinsen 13 s 71                                                                     | Balázs Baji 13 s 71                                                                         | Milan Trajkovic 13 s 82                                                     |
| 400 m haies | Nicolai Hartling 50 s 16 NR                                                                   | Tibor Koroknai 51 s 06                                                                      | Yann Senjarić 51 s 24                                                       |
| 4 x 100 m | Zalán Kádasi Dávid Ónodi János Sipos Dániel Ecseki 39 s 88                                    | Festus Asante Nick Ekelund-Arenander Nicklas Hyde Frederik Thomsen 40 s 40                  | Petar Peev Borislav Tonev Georgi Ganchev Denis Dimitrov 40 s 62             |
| 4 x 400 m | Danemark Nicolai Hartling Nicklas Hyde Frederik Peschardt Nick Ekelund-Arenander 3 min 8 s 01 | Bulgarie Zhivko Bozherianov Yuri Bozherianov Simeon Gerinski Krasilir Braikov 3 min 11 s 06 | Croatie Hrvoje Čukman Mateo Ružić Petar Melnjak Željko Vincek 3 min 11 s 19 |
| Saut en hauteur | Janick Klausen 2,24 m (SB)                                                                    | Péter Bakosi 2,20 m                                                                         | Vasilios Constantinou 2,15 m                                                |
| Saut à la perche | Ivan Horvat 5,40 m                                                                            | Rasmus Jørgensen 5,20 m                                                                     | Nikandros Stylianou 5,20 m                                                  |
| Saut en longueur | Marko Prugovečki 7,65 m                                                                       | Denis Eradiri 7,56 m                                                                        | Benjamin Gabrielsen 7,52 m                                                  |
| Triple saut | Georgi Tsonov 16,36 m (- 1,3 m/s)                                                             | Zacharias Arnos 15,75 m (- 1,3)                                                             | Dávid László 15,09 m (- 0,7)                                                |
| Lancer du poids | Asmir Kolašinac 20,75 m                                                                       | Georgi Ivanov 20,18 m                                                                       | Óðinn Björn Þorsteinsson 18,55 m                                            |
| Lancer du disque | Zoltán Kővágó 64,73 m                                                                         | Roland Varga 62,00 m                                                                        | Apóstolos Paréllis 60,27 m                                                  |
| Lancer du marteau | Krisztián Pars 77,27 m                                                                        | Nejc Pleško 70,87 m                                                                         | Aykhan Apti 70,02 m                                                         |
| Lancer du javelot | Vedran Samac 79,52 m                                                                          | Matija Muhar 76,97 m                                                                        | Guðmundur Sverrisson 69,66 m                                                |
| Records et Performances - AR : Record continental (area record) - CR : Record des championnats (championship record) - MR : Record du meeting (meet record) - NR : Record national (national record) - OR : Record olympique (olympic record) - PR : Record paralympique (paralympic record) - PB : Record personnel (personal best) - SB : Meilleure performance personnelle de la saison (season's best) - WL : Meilleure performance mondiale de l'année (world leader) - WJR : Record du monde junior (world junior record) - WR : Record du monde (world record) Circonstances et Conditions - DNF : N'a pas terminé (did not finish) - DNS : N'a pas pris le départ (did not start) - DQ : Disqualification (disqualification) - NM : Aucun essai valable enregistré (No Mark) - Q : Qualifié « directement » au prochain tour (ou à la prochaine compétition), lors d'une compétition majeure, grâce au classement ou à la réalisation des minima (automatic qualifier) - q : Qualifié au prochain tour (ou à la prochaine compétition), lors d'une compétition majeure, grâce au repêchage ou à la réalisation de l'une des meilleures performances parmi celles des « non qualifiés directement » (grâce au meilleur temps ou à la meilleure distance par exemple) (secondary qualifier) |                                                                                               |                                                                                             |                                                                             |

### Femmes
| Épreuves | 1re                                                                                      | 2e                                                                                                   | 3e                                                                             |
| --- | ---------------------------------------------------------------------------------------- | --- | ------------------------------------------------------------------------------ |
| 100 m | Ivet Lalova 11 s 11 CR, SB                                                               | Ramona Papaioannou 11 s 36 PB                                                                        | Andrea Ivančević 11 s 49                                                       |
| 200 m | Ivet Lalova 22 s 90 SB                                                                   | Eleni Artymata 23 s 60                                                                               | Lucija Pokos 24 s 06                                                           |
| 400 m | Tamara Salaški 53 s 29                                                                   | Maja Pogorevc 53 s 90 PB                                                                             | Hafdís Sigurðardóttir 54 s 13 SB                                               |
| 800 m | Amela Terzić 1 min 59 s 90 NR                                                            | Aníta Hinriksdóttir 2 min 3 s 17                                                                     | Natalia Evangelidou 2 min 4 s 34                                               |
| 1 500 m | Amela Terzić 4 min 16 s 13                                                               | Natalia Evangelidou 4 min 18 s 33 SB                                                                 | Maria Larsen 4 min 19 s 90                                                     |
| 3 000 m | Sonja Stolić 9 min 19 s 88 SB                                                            | Matea Parlov 9 min 25 s 39 PB                                                                        | Militsa Mircheva 9 min 27 s 75                                                 |
| 5 000 m | Militsa Mircheva 16 min 30 s 14 SB                                                       | Anna Emilie Møller 16 min 39 s 03                                                                    | Teodora Simović 16 min 49 s 93                                                 |
| 100 m haies | Andrea Ivančević 13 s 38                                                                 | Joni Tomičić Prezelj 13 s 84                                                                         | Natalia Christofi 13 s 98 PB                                                   |
| 400 m haies | Sara Petersen 55 s 13 NR                                                                 | Vania Stambolova 58 s 56 SB                                                                          | Arna Stefanía Guðmundsdóttir 58 s 79 PB                                        |
| 3 000 m steeple | Silvia Danekova 9 min 43 s 34                                                            | Viktória Gyürkés 10 min 20 s 56                                                                      | Simone Glad 10 min 36 s 23                                                     |
| 4 × 100 m | Chypre Olivia Fotopoulou Ramona Papaioannou Demetra Kyriakidou Eleni Artymata 44 s 75 NR | Hongrie Fanni Schmelcz Éva Kaptur Fanni Reizinger Anasztázia Nguyen 44 s 83                          | Serbie Zorana Barjaktarović Maja Cirić Katarina Sirmić Milana Tirnanić 45 s 58 |
| 4 × 400 m | Bulgarie Nadezhda Racheva Vania Stambolova Karin Okoliye Katya Hristova 3 min 38 s 78    | Danemark Anne Sofie Kirkegaard Anna Thestrup Andersen Mette Graversgaard Sara Petersen 3 min 41 s 06 | Croatie Dora Filipović Marija Hižman Wanda Haber Kristina Dudek 3 min 42 s 98  |
| Saut en hauteur | Mirela Demireva 1,91 m SB                                                                | Barbara Szabó 1,88 m                                                                                 | Sandra Christensen 1,75 m                                                      |
| Saut à la perche | Iben Høgh-Pedersen 4,00 m                                                                | Hulda Þorsteinsdóttir 4,00 m PB Fanni Juhász                                                         | -                                                                              |
| Saut en longueur | Hafdís Sigurðardóttir 6,45 m (1,1) =NR                                                   | Nektaría Panayí 6,31 m (0,3)                                                                         | Andriana Bânova 6,17 m (0,5)                                                   |
| Triple saut | Gabriela Petrova 14,85 m (+2,5)                                                          | Saša Babšek 13,58 m +2,4                                                                             | Janne Nielsen 13,29 m (1,4) PB                                                 |
| Lancer du poids | Anita Márton 18,36 m                                                                     | Radoslava Mavrodieva 17,84 m SB                                                                      | Trine Mulbjerg 16,38 m                                                         |
| Lancer du disque | Dragana Tomašević 58,16 m                                                                | Anita Márton 56,13 m                                                                                 | Androniki Lada 51,36 m                                                         |
| Lancer du marteau | Barbara Špiler 63,80 m                                                                   | Sara Savatović 62,37 m                                                                               | Celina Julin 60,81 m                                                           |
| Lancer du javelot | Ásdís Hjálmsdóttir 60,06 m                                                               | Marija Vučenović 52,65 m SB                                                                          | Annabella Bogdán 52,29 m                                                       |
| Records et Performances - AR : Record continental (area record) - CR : Record des championnats (championship record) - MR : Record du meeting (meet record) - NR : Record national (national record) - OR : Record olympique (olympic record) - PR : Record paralympique (paralympic record) - PB : Record personnel (personal best) - SB : Meilleure performance personnelle de la saison (season's best) - WL : Meilleure performance mondiale de l'année (world leader) - WJR : Record du monde junior (world junior record) - WR : Record du monde (world record) Circonstances et Conditions - DNF : N'a pas terminé (did not finish) - DNS : N'a pas pris le départ (did not start) - DQ : Disqualification (disqualification) - NM : Aucun essai valable enregistré (No Mark) - Q : Qualifié « directement » au prochain tour (ou à la prochaine compétition), lors d'une compétition majeure, grâce au classement ou à la réalisation des minima (automatic qualifier) - q : Qualifié au prochain tour (ou à la prochaine compétition), lors d'une compétition majeure, grâce au repêchage ou à la réalisation de l'une des meilleures performances parmi celles des « non qualifiés directement » (grâce au meilleur temps ou à la meilleure distance par exemple) (secondary qualifier) |                                                                                          | |                                                                                |

## Troisième Ligue
Elle s'est déroulée à Bakou, au stade olympique de Bakou.
La Troisième Ligue a fait partie des Jeux européens de 2015 qui se déroulent aussi à Bakou. Pour cette raison, l'édition 2015 se déroule avec un jour de décalage par rapport aux autres ligues, les 21 et 22 juin. Les trois meilleures équipes reçoivent une médaille des Jeux et les quatre premières sont promues en Seconde Ligue en 2017.
Pays participants : AASSE, Albanie, Andorre, Arménie (forfait), Autriche, Azerbaïdjan, Bosnie-Herzégovine, Géorgie, Israël, Luxembourg, Macédoine, Malte, Moldavie, Monténégro et Slovaquie.
L'Autriche et la Slovaquie ont été reléguées de la Seconde Ligue 2014.

### Résultats
Classement final après 40 épreuves :
1. Slovaquie 458,5 points,  médaille d'or aux Jeux européens, promue en seconde ligue en 2017,
2. Autriche 458 points, médaille d'argent, promue,
3. Israël 439 points, médaille de bronze, promu,
4. Moldavie, 401 pts, promue,
5. Azerbaïdjan, 387 pts,
6. Bosnie-Herzégovine 336 pts
7. Luxembourg 317 pts
8. Géorgie 282 pts
9. Malte 243,5 pts
10. Monténégro 240 pts
11. Andorre 161 pts
12. Macédoine 142 pts
13. Albanie 115 pts
14. Association des petits États d'Europe (AASE), 99 points.

### Hommes
| Épreuves | 1er                                                                            | 2e                                                                                               | 3e                                                                          |
| --- | ------------------------------------------------------------------------------ | ------------------------------------------------------------------------------------------------ | --------------------------------------------------------------------------- |
| 100 m | Tomáš Benko 10 s 60 =SB                                                        | Riste Pandev 10 s 70 SB                                                                          | Markus Fuchs 10 s 74                                                        |
| 200 m | Ján Volko 21 s 08 PB                                                           | Nika Kartavtsev 21 s 29 PB                                                                       | Imri Persiado 21 s 30 PB                                                    |
| 400 m | Donald Blair-Sanford 45 s 75 SB                                                | Alexandru Babian 47 s 35 PB                                                                      | Borislav Dragoljević 47 s 89 NJR PB                                         |
| 800 m | Amel Tuka 1 min 50 s 16                                                        | Jozef Repčík 1 min 51 s 51                                                                       | Ion Siuris 1 min 51 s 91                                                    |
| 1500 m | Hayle İbrahimov 3 min 49 s 69 SB                                               | Jozef Pelikán 3 min 51 s 07                                                                      | Andreas Vojta 3 min 51 s 28                                                 |
| 3 000 m | Hayle İbrahimov 7 min 54 s 14 SB                                               | Brenton Rowe 8 min 5 s 62 SB                                                                     | Roman Prodius 8 min 6 s 34 PB                                               |
| 5 000 m | Hayle İbrahimov 14 min 2 s 16                                                  | Roman Prodius 14 min 21 s 42 PB                                                                  | Aimeru Almeya 14 min 38 s 96                                                |
| 3 000 m steeple | Nicolai Gorbuşco 8 min 49 s 83 PB                                              | Christian Steinhammer 8 min 53 s 98                                                              | Osman Junuzovič 8 min 54 s 55 PB                                            |
| 110 m haies | Dominik Siedlaczek 14 s 07 PB                                                  | Rəhim Məmmədov 14 s 22 SB                                                                        | Mahir Kurtalić 14 s 43 PB                                                   |
| 400 m haies | Martin Kučera 50 s 70                                                          | Thomas Kain 51 s 15 SB                                                                           | Maor Szeged 52 s 18                                                         |
| 4 x 100 m | Israël Amir Hamidulin Dayan Aviv Amit Cohen Imri Persiado 40 s 25              | Autriche Christoph Haslauer Markus Fuchs Benjamin Grill Ekemini Bassey 40 s 36                   | Slovaquie Denis Danac Roman Turčáni Ján Volko Tomáš Benko 40 s 80           |
| 4 x 400 m | Slovaquie Lukas Privalinec Jozef Repčík Denis Danac Martin Kučera 3 min 8 s 80 | Bosnie-Herzégovine Rusmir Malkocević Semir Avdić Borislav Dragoljević Amel Tuka 3 min 10 s 50 NR | Israël Donald Blair-Sanford Maor Szeged Dayan Aviv Khai Cohen 3 min 11 s 09 |
| Saut en hauteur | Matúš Bubeník 2,26 m (SB)                                                      | Andrei Mîţîcov 2,24 m =PB                                                                        | Dmitriy Kroyter 2,20 m SB                                                   |
| Saut à la perche | Ján Zmoray 5,15 m PB                                                           | Paul Kilbertus 5,10 m =SB                                                                        | Itamar Basteker 5,00 m                                                      |
| Saut en longueur | Bachana Khorava 7,64 m (- 0,1 m/s)                                             | Izmir Smajlaj 7,52 m (- 0,1 m/s)                                                                 | Dominik Distelberger 7,30 m (+ 0,5)                                         |
| Triple saut | Nazim Babayev 16,38 m (- 0,6 m/s)                                              | Vladimir Letnicov 16,34 m (- 0,1) =SB                                                            | Tom Yaacobov 15,87 m (- 0,7)                                                |
| Lancer du poids | Hamza Alić 20,26 m                                                             | Ivan Emilianov 18,76 m                                                                           | Lukas Weißhaidinger 18,48 m                                                 |
| Lancer du disque | Gerhard Mayer 59,48 m                                                          | Nicolai Ceban 53,95 m                                                                            | Kemal Mešić 50,26 m                                                         |
| Lancer du marteau | Marcel Lomnický 75,41 m                                                        | Serghei Marghiev 73,09 m                                                                         | Dzmitry Marshyn 72,79 m                                                     |
| Lancer du javelot | Patrik Ženúch 74,89 m                                                          | Rostom Chincharauli 71,32 m SB                                                                   | Alan Ferber 70,18 m                                                         |
| Records et Performances - AR : Record continental (area record) - CR : Record des championnats (championship record) - MR : Record du meeting (meet record) - NR : Record national (national record) - OR : Record olympique (olympic record) - PR : Record paralympique (paralympic record) - PB : Record personnel (personal best) - SB : Meilleure performance personnelle de la saison (season's best) - WL : Meilleure performance mondiale de l'année (world leader) - WJR : Record du monde junior (world junior record) - WR : Record du monde (world record) Circonstances et Conditions - DNF : N'a pas terminé (did not finish) - DNS : N'a pas pris le départ (did not start) - DQ : Disqualification (disqualification) - NM : Aucun essai valable enregistré (No Mark) - Q : Qualifié « directement » au prochain tour (ou à la prochaine compétition), lors d'une compétition majeure, grâce au classement ou à la réalisation des minima (automatic qualifier) - q : Qualifié au prochain tour (ou à la prochaine compétition), lors d'une compétition majeure, grâce au repêchage ou à la réalisation de l'une des meilleures performances parmi celles des « non qualifiés directement » (grâce au meilleur temps ou à la meilleure distance par exemple) (secondary qualifier) |                                                                                |                                                                                                  |                                                                             |